# Municipio de Cooper (condado de Clearfield)
El municipio de Cooper (en inglés: Cooper Township) es un municipio ubicado en el condado de Clearfield en el estado estadounidense de Pensilvania. En el año 2000 tenía una población de 2.731 habitantes y una densidad poblacional de 26 personas por km².

## Geografía
El municipio de Cooper se encuentra ubicado en las coordenadas 41°02′30″N 78°04′59″O / 41.04167, -78.08306.

## Demografía
Según la Oficina del Censo en 2000 los ingresos medios por hogar en la localidad eran de $34,073 y los ingresos medios por familia eran de $38,704. Los hombres tenían unos ingresos medios de $27,309 frente a los $22,330 para las mujeres. La renta per cápita de la localidad era de $16,161. Alrededor del 8,8% de la población estaba por debajo del umbral de pobreza.